# Kyaw Zin Soe
Kyaw Zin Soe ist ein myanmarischer Fußballspieler.

## Karriere
Kyaw Zin Soe steht seit 2019 beim Yadanarbon FC in Mandalay unter Vertrag. Wo er vorher gespielt hat, ist unbekannt. Der Verein spielte in der ersten Liga des Landes, der Myanmar National League. Bisher bestritt er drei Erstligaspiele für Yadanarbon.